# Associazione Calcio Prato 1970-1971
Questa pagina raccoglie le informazioni riguardanti l'Associazione Calcio Prato nelle competizioni ufficiali della stagione 1970-1971.

## Rosa
| N. |                   | Ruolo | Calciatore            |
| -- | ----------------- | ----- | --------------------- |
|    | Italia (bandiera) | C     | Andrea Baudone        |
|    | Italia (bandiera) | A     | Sergio Biliotti       |
|    | Italia (bandiera) | P     | Walter Ciappi         |
|    | Italia (bandiera) | C     | Massimo Dabizzi       |
|    | Italia (bandiera) | D     | Luciano De Luca       |
|    | Italia (bandiera) | C     | Gian Cesare Discepoli |
|    | Italia (bandiera) | A     | Palmiro Faltoni       |
|    | Italia (bandiera) | D     | Dino Fedi             |
|    | Italia (bandiera) | A     | Bruno Graziani        |
|    | Italia (bandiera) | D     | Carlo Guasti          |

| N. |                   | Ruolo | Calciatore         |
| -- | ----------------- | ----- | ------------------ |
|    | Italia (bandiera) |       | Macchia            |
|    | Italia (bandiera) | D     | Sergio Magelli     |
|    | Italia (bandiera) | C     | Ezio Minigutti     |
|    | Italia (bandiera) | P     | Enzo Molteni       |
|    | Italia (bandiera) | A     | Antonio Nelli      |
|    | Italia (bandiera) | C     | Andrea Orlandini   |
|    | Italia (bandiera) | C     | Ranieri Parola     |
|    | Italia (bandiera) | D     | Paolo Pierbattista |
|    | Italia (bandiera) |       | Sottili            |
|    | Italia (bandiera) | D     | Ernesto Varnier    |